# Joe Dassin
Joe Dassin, właśc. Joseph Ira Dassin (ur. 5 listopada 1938 w Nowym Jorku, zm. 20 sierpnia 1980 w Papeete; wym. [dasɛ̃]ⓘ) – amerykańsko-francuski piosenkarz i kompozytor pochodzenia żydowskiego. Od 1950 przebywał na emigracji w Europie, w latach 70. zdobył wielką popularność we Francji. W swojej twórczości łączył folk, country i francuski pop.

## Życiorys
Urodził się w Nowym Jorku w rodzinie żydowskiej, jako syn filmowca Julesa Dassina (1911−2008) i skrzypaczki Béatrice Launer (1913–1994). W 1940 rodzina przeprowadziła się do Los Angeles, gdzie ojciec robił karierę w filmie. Po tym, jak nazwisko ojca zostało umieszczone na czarnej liście Hollywood z powodu oskarżenia o działalność komunistyczną w 1953 rodzina Dassinów została zmuszona do emigracji z USA.
Uczęszczał do szkoły średniej w Szwajcarii, do International School of Geneva i Institut Le Rosey, a maturę zdał w Grenoble. Następnie wrócił do Stanów Zjednoczonych, gdzie w latach 1957-1963 uczęszczał na University of Michigan w Ann Arbor. Studia uwieńczył tytułem Bachelor of Arts w 1961 i Master of Arts w 1963 w dziedzinie antropologii. Po ukończeniu studiów wyjechał na stałe do Francji.
W 1957 zadebiutował w filmie Ten, który musi umrzeć wyreżyserowanym przez swego ojca, wcielając się w rolę Benosa. W kolejnych latach wystąpił w rolach drugoplanowych w jeszcze kilku filmach, m.in. Topkapi (1964).
26 grudnia 1964 Dassin podpisał kontrakt z CBS Records, zostając pierwszym francuskojęzycznym piosenkarzem, który podpisał kontrakt z amerykańską wytwórnią płytową. W latach 70. piosenki Dassina znalazły się na szczytach list przebojów nie tylko we Francji, a piosenkarz zdobył wielką popularność. Oprócz francuskiego i angielskiego nagrywał piosenki w językach: niemieckim, hiszpańskim, włoskim i greckim. Wśród jego najpopularniejszych piosenek znajdują się: Les Champs-Élysées (1969), Salut les amoureux (1973), L'Été indien (1975), Et si tu n'existais pas (1975) i À toi (1976).
Zmarł na atak serca podczas wakacji na Tahiti 20 sierpnia 1980 roku. Podczas spożywania lunchu z rodziną i znajomymi w restauracji Chez Michel et Éliane w Papeete nagle stracił przytomność. Będący w tym samym lokalu lekarz dokonał resuscytacji, jednak nie udało mu się przywrócić Dassinowi funkcji życiowych. Jedyny ambulans w Papeete był wówczas niedostępny i przyjechał dopiero po 40 minutach. Dassin został pochowany na cmentarzu Hollywood Forever w Hollywood w Kalifornii.

## Życie prywatne
Miał dwie siostry, starszą Ricky i młodszą Julie.
18 stycznia 1966 w Paryżu poślubił Maryse Massiérę, ich urodzony przedwcześnie syn, Joshua, zmarł po kilku dniach, a piosenkarz popadł w depresję. Para rozwiodła się w 1977. 14 stycznia 1978 w Cotignac poślubił Christine Delvaux. Mieli dwóch synów: Jonathana (aktor, ur. 1978) i Juliena (ur. 1980).

## Największe przeboje
- 1965 : Bip-bip
- 1965 : Guantanamera
- 1966 : Comme la lune
- 1966 : Ça m’avance à quoi
- 1966 : Excuse me lady
- 1966 : Dans la brume du matin
- 1967 : Les Dalton
- 1967 : Marie-Jeanne
- 1968 : Siffler sur la colline
- 1968 : Comment te dire
- 1968 : La bande à Bonnot
- 1968 : Plus je te vois, plus je te veux
- 1968 : Ma bonne étoile
- 1968 : Le petit pain au chocolat
- 1969 : Le chemin de papa
- 1969 : Les Champs-Élysées
- 1969 : Mon village du bout du monde
- 1969 : C’est la vie, Lily
- 1969 : Billy le bordelais
- 1970 : L’Amérique
- 1970 : Cécilia
- 1970 : La fleur aux dents
- 1970 : L'équipe à Jojo
- 1970 : La luzerne
- 1971 : La ligne de vie
- 1971 : La mal-aimée du courrier du cœur
- 1971 : Allez roulez!
- 1972 : Taka Takata (la femme du toréro)
- 1972 : Le moustique
- 1972 : Salut les amoureux
- 1972 : La complainte de l’heure de pointe (A vélo dans Paris)
- 1972 : Vaya na Cumaná
- 1972 : S’aimer sous la pluie
- 1973 : Je t’aime, je t’aime
- 1973 : Quand on a seize ans
- 1973 : Fais moi de l'électricité
- 1973 : Les plus belles années de ma vie
- 1973 : La dernière page
- 1974 : C’est du mélo
- 1974 : Vade retro
- 1974 : Si tu t’appelles mélancolie
- 1974 : L’amour etc.
- 1974 : Annie de l’année dernière
- 1975 : L’Été indien
- 1975 : Depuis l’année dernière (inédit)
- 1975 : Et si tu n’existais pas
- 1975 : Il faut naître à Monaco
- 1975 : Ça va pas changer le monde
- 1975 : Salut
- 1976 : Il était une fois nous deux
- 1976 : À toi
- 1976 : Le jardin du Luxembourg
- 1976 : Le café des Trois Colombes
- 1977 : Et l’amour s’en va
- 1978 : Dans les yeux d'Émilie
- 1978 : La demoiselle de déshonneur
- 1978 : La première femme de ma vie
- 1978 : Maria
- 1978 : Si tu penses à moi
- 1978 : La vie se chante, la vie se pleure
- 1978 : Un lord anglais
- 1978 : Côté banjo, côté violon
- 1978 : Happy birthday
- 1979 : Le dernier slow
- 1979 : Tellement bu, tellement fumé
- 1979 : Le marché aux puces
- 1979 : Blue country